# Ойнвид, Григорий Михайлович
Григорий Михайлович Ойнвид (род. 3 января 1960) — российский государственный деятель. Депутат Государственной думы Российской Федерации II созыва.

## Биография
Родился 3 января 1960 года, коряк. Окончил Сибирский автомобильно-дорожный институт имени В. В. Куйбышева, по специальности — инженер-механик.
В 1990—1993 годах был народным депутатом Верховного совета России. Затем, с 1994 по 1996 год являлся депутатом Совета Федерации. Работал полномочным представителем Президента Российской Федерации в Корякском автономном округе.
В 1995 году был избран депутатом Государственной думы Российской Федерации II созыва от Корякского одномандатного избирательного округа № 217. Выдвинут кандидатом в депутаты группой избирателей. В думе входил во фракцию всероссийского общественно-политического движения «Наш дом — Россия». Был членом комитета Государственной думы по проблемам Севера и Дальнего Востока.